# Хосе де Сан Мартин
Хосе де Сан Мартин (шп. José de San Martín; Јапеју, 25. фебруар 1778 — Булоњ на Мору, 17. август 1850) био је аргентински генерал. Његови војни походи били су пресудни за победу поборника независности у Аргентини, Чилеу и Перуу. Заједно са Симоном Боливаром сматра се за најзначајнијег борца Јужне Америке против шпанске колонијалне власти.
У Аргентини је стекао титулу „Оца нације“ (Padre de la Patria) и сматра се националним херојем. У Перуу је познат као „оснивач слободног Перуа“ и „оснивач Републике и генералисимус“ (Fundador de la Libertad del Perú, Fundador de la República y de Generalísimo de las Armas). У Чилеу му је додељена највиша војна титула (Capitán General).

## Биографија
Био је син шпанског војника и креолке. Војно образовање стицао је у Мадриду а од 11 до 20 године служио је у Европи и Африци. Године 1812. вратио се у Буенос Ајрес као официр шпанске војске. До тада је већ био стекао ратно искуство као командант војне јединице у сукобу са Французима. Као пуковник приступио је ослободилачком покрету и органозовао је војску предводећи је у првим борбама против Шпанаца 1813. године. Осујетио је шпанско искрцавање у Сан Лоренсу (код Паране). Организатор је чувене Андске војске и великог војног подвига када је прешавши Анде ослободио Чиле (1818) и Перу (1820) и био шеф држава. Борио се са променљивом ратном срећом. После сукоба са Боливаром повукао се у приватан живот у Европи. Вратио се у земљу 1828. али је одустао од искрцавања у Буенос Ајрес због тадашњих политичких сукоба. Вратио се у Француску у којој је умро слеп и заборављен.

### Младост
Отац Хозеа де Сан Мартина, Хуан де Сан Мартин, син Андреса де Сан Мартина и Исидоре Гомез, рођен је у граду Серватос де ла Куеза, у садашњој провинцији Паленсија (бивша Краљевина Леон у Шпанији) и био је вицегувернер департмана. Он је служио као војно лице Шпанске круне, а 1774. године именован је за гувернера департмана Јапеју, дела мије владе у Гуаранију, формиране да управља са тридесет гуаранских језуитских мисија, након што је Карлос III протерао тај ред из Америке 1767. Седиште реда било је у Јапејуској редукцији, и Грегорија Маторас дел Сер. Хосе је рођен у Јапеју, Коријентес, индијанској редукцији Гварана. Тачна година његовог рођења је спорна, јер нема података о његовом крштењу. Каснији документи формулисани током његовог живота, попут пасоша, записа о војној каријери и документације о венчању, дали су му различите узрасте. Већина ових докумената указује да је његова година рођења 1777. или 1778. Породица се преселила у Буенос Ајрес 1781. године, када је Сан Мартин имао три или четири године.
Хуан је затражио премештај у Шпанију, напуштајући Америку 1783. Породица се настанила у Мадриду, али пошто Хуан није могао да стекне промоцију, преселили су се у Малагу. Једном у граду, Сан Мартин је уписан у Малашку црквену школу, започевши студије 1785. Мало је вероватно да је завршио шестогодишње основно образовање, пре него што се 1789. године приступио Мурсијском пуку, када је навршио потребну старост од 11. година. Војну каријеру започео је као питомац у Мурсијској пешадијској јединици.

### Војна каријера у Европи
Сан Мартин је учествовао у неколико шпанских кампања у Северној Африци, борећи се између осталих у Мелиљи и Орану против Мавра 1791. Његов чин је подигнут до поднаредника 1793. године, кад је имао 15 година. Поморску каријеру започео је током Рата за другу коалицију, када је Шпанија била у савезу са Француском против Велике Британије, за време Француске револуције. Његов брод Санта Доротеа заузела је Краљевска морнарица, која га је неко време држала као ратног заробљеника. Убрзо након тога, наставио је борбе у јужној Шпанији, углавном у Кадизу и Гибралтару у чину другог капетана лаке пешадије. Он је наставио је да се бори против Португалије на страни Шпаније у Апелсиновском рату 1801. Унапређен је у капетана 1804. Током боравка у Кадизу био је под утицајем идеја шпанског просветитељства.
Са избијањем Полуострвског рата 1808. године, Сан Мартин је именован за ађутанта Франциска Марије Солана Ортиза де Росаса. Росас, за кога се сумњало да је француски симпатизер, погинуо је у народном устанку током кога је надвладана касарна, након чега је његов леш вучен по улицама. Сан Мартин је распоређен у армије Андалузије и водио је батаљон добровољаца. У јуну 1808. његова јединица се укључила у герилске снаге које је предводио Хуан де ла Круз Морхеон. Он је скоро погинуо током битке код Архониље, али га је спасио наредник Хуан де Диос. Дана 19. јула 1808, шпанске и француске снаге су се упустиле у битку код Бајлена. Шпанска победа је омогућила армији Андалузије да нападне и заузме Мадрид. За своје поступке током ове битке, Сан Мартин је одликован златном медаљом, а његов чин је подигнут у потпуковника. Дана 16. маја 1811. борио се у бици код Албуере под командом генерала Вилијама Кар Бересфорда. До тада су француске армије држале већину Пиринејског полуострва под својом контролом, осим Кадиза.